# Jane et Tarzan
Pour les articles homonymes, voir Tarzan (homonymie).
Jane et Tarzan (Tarzan) est une série télévisée américaine en huit épisodes de 42 minutes, créée par Lynne E. Litt, Eric Kripke et Meredyth Smith et diffusée entre le 5 octobre 2003 et le 23 novembre 2003 sur The WB.
En France, la série a été diffusée entre le 12 février 2005 et le 2 avril 2005 sur TF1.

## Synopsis
Jane Porter est inspecteur à la police de New York. Elle sort avec un collègue, Michael Foster, et sa jeune sœur, Nicki, la rejoint pour ses études.
Un jour, lors d’une intervention, elle rencontre un homme que son oncle prétend fou et arriéré car il l’a sauvé de la jungle où il a vécu pendant presque 25 ans. Le prétendu muet se met à parler à Jane, à travers la paroi de verre de sa cage.
John Clayton, dit Tarzan, résiste à son oncle pour obtenir sa liberté. Il est au-dessus des mesquineries de ce dernier qui ne pense qu’à obtenir ses actions et ses voix au conseil d’administration de la Greystocke Industries.
Heureusement, Jane va s’intéresser au jeune homme, même après l’incident entre lui et Michael, à qui cela va coûter la vie. Elle va tenter de l’aider à gagner son autonomie et sa liberté avec l’aide de sa tante, Kathleen Clayton.

## Distribution
- Travis Fimmel (VF : Sébastien Desjours) : John Clayton Jr. / Tarzan
- Sarah Wayne Callies (VF : Gaëlle Savary) : l'officier Jane Porter
- Miguel A. Núñez Jr. (VF : Greg Germain) : l'inspecteur Sam Sullivan
- Leighton Meester (VF : Laëtitia Godes) : Nicki Porter
- Lucy Lawless (VF : Denise Metmer) : Kathleen Clayton
- Mitch Pileggi (VF : Jacques Albaret) : Richard Clayton

- Version française
  - Studio de doublage : SOFI[1]
  - Direction artistique : ?
  - Adaptation : Daniel Fica

## Épisodes
1. Un fauve dans la ville (Pilot)
2. Pour l’amour de Jane (Secrets and Lies)
3. Le Sixième Sens (Wages of Sin)
4. Dans la ligne de mire (Rules of Engagement)
5. Passion aveugle (Emotional Rescue)
6. Passage de témoin (Surrender)
7. Chasse à l’homme (For Love of Country)
8. Que la justice soit faite (The End of the Beginning)